# Mike Bongiorno
Michael Nicholas Salvatore Bongiorno (Ciutat de Nova York, 26 de maig de 1924 - Montecarlo, 7 de setembre de 2009) fou un periodista i presentador de televisió italià, d'origen estatunidenc.
Bongiorno va desenvolupar tota la seva carrera a Itàlia, treballant per a la RAI i per a Mediaset. És considerat, al seu país, com un dels pioners i referents de la televisió italiana, i per aquest motiu va rebre el sobrenom d'Il Re del Quiz, és a dir, «El rei dels concursos». Juntament amb Pippo Baudo, Corrado, Enzo Tortora i Raimondo Vianello, és una de les cares més conegudes de la televisió italiana des dels seus inicis.